# 李長春 (天啓進士)
李長春（？—17世紀），字叔茂，號東起，江西吉安府安福縣人，明朝、南明政治人物。

## 生平
李長春是萬曆四十年（1612年）壬子科江西鄉試三十三名舉人，天啟二年（1622年）壬戌科会试二百六十六名，三甲三十二名進士，本年獲授廣州府推官，四年本省同考，崇祯元年考选，升浙江道御史，上疏罷去緝較、錄用遺賢、減免漕舟、禁止私謁。崇禎二年（1629年），崇禎帝在文華殿單獨召見周延儒，他和毛羽健、田時震為此事共同上疏：「漢朝大臣曾說過，公事應當著大臣公開地說；私事則不能接受。這次皇上不在朝堂、不在上朝時召見；而在私下、在退朝後召見延儒，夜深時還開啟內閣大門。賢者必定形跡自遠，不冒昧獲得功名。如果不是，為何任用這樣的人。」上疏後，崇禎帝嚴厲責備他們。之後李長春又彈劾周延儒圖謀私利、收受賄賂，崇禎帝生氣得將他遞捕入獄行刑，六科力救也沒有作用。大學士成基命長跪會極門，自辰時到酉時都不起來，才讓他免死，派往駐守邊疆。不久因為天旱，和錢龍錫、易應昌、張鳳翔、杜齊芳一起釋放，有「五君子」之稱。弘光帝繼位，起用他為湖廣道御史，轉太僕卿。南京失守，他參與義師；得隆武帝擢任右僉都御史兼太僕卿。福京淪陷，李長春隱居不出仕，到八十三歲時去世。